# Belmont (Virginia Occidentale)
Belmont è un comune degli Stati Uniti d'America, nella contea di Pleasants nello Stato della Virginia Occidentale.